# Liste der Biografien/Ref
Liste der Biografien |
Portal Biografien |
Personensuche
# |
A |
B |
C |
D |
E |
F |
G |
H |
I |
J |
K |
L |
M |
N |
O |
P |
Q |
R |
S |
T |
U |
V |
W |
X |
Y |
Z |
?
 
Ra |
Rb |
Rd |
Re |
Rh |
Ri |
Rj |
Rk |
Rl |
Rm |
Rn |
Ro |
Rr |
Rs |
Rt |
Ru |
Rv |
Rw |
Rx |
Ry |
Rz
 
Rea |
Reb |
Rec |
Red |
Ree |
Ref |
Reg |
Reh |
Rei |
Rej |
Rek |
Rel |
Rem |
Ren |
Reo |
Rep |
Req |
Rer |
Res |
Ret |
Reu |
Rev |
Rew |
Rex |
Rey |
Rez
Die Liste der Biografien führt alle Personen auf, die in der deutschsprachigen Wikipedia einen Artikel haben. Dieses ist eine Teilliste mit 33 Einträgen von Personen, deren Namen mit den Buchstaben „Ref“ beginnt.

## Ref

### Refa
- Refaat, Merna (* 2004), ägyptische Tennisspielerin
- Refaeli, Bar (* 1985), israelisches ModelBar Refaeli (* 1985)

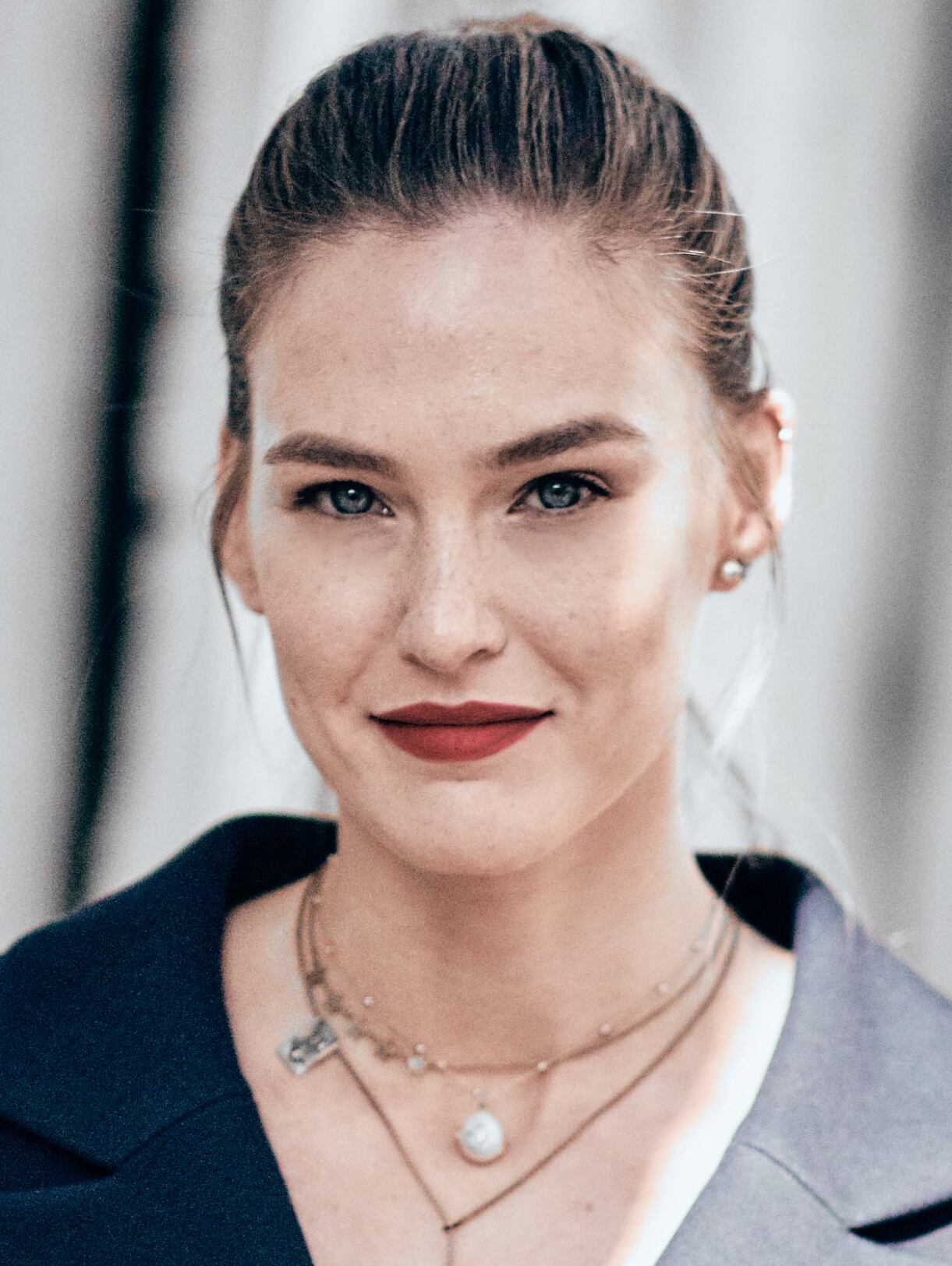
Bar Refaeli (* 1985)

- Refaelov, Lior (* 1986), israelischer Fußballspieler
- Refalo, Michael (1936–2015), maltesischer Politiker
- Refardt, Carl (1800–1871), deutscher Kaufmann und Politiker, MdHB
- Refardt, Edgar (1877–1968), Schweizer Musikwissenschaftler
- Refardt, Heinrich (1892–1968), deutscher Kommunaljurist und preußischer Regierungspräsident in Aurich (bis 1936) und in Frankfurt (Oder) (1937–1945)
- Refardt, Johann (1843–1917), deutscher Kaufmann und Politiker, MdHB
- Refardt, Malte (* 1974), deutscher Fagottist

### Refe
- Refet, Bekir (1899–1977), türkischer Fußballspieler

### Reff
- Reff, Theodore (* 1930), amerikanischer Kunsthistoriker
- Reffas, Abir (* 1997), algerische Mittelstreckenläuferin
- Reffert, Annemarie (* 1943), erste Person, die nach der Verkündung der Grenzöffnung 1989 die Grenze zur Bundesrepublik überschritt
- Reffert, Hans (1946–2016), deutscher Musiker, Komponist und Künstler
- Reffert, Thilo (* 1970), deutscher Dramatiker, Hörspielautor und Kinderbuchautor
- Reffi, Alberto, san-marinesischer Politiker
- Reffi, Giordano Bruno (1921–1998), san-marinesischer Politiker
- Reffi, Pietro (1927–2013), san-marinesischer Politiker
- Reffo, Ricarda (* 1994), deutsche Schauspielerin

### Refi
- Reficco, Maia (* 2000), argentinisch-US-amerikanische Schauspielerin und SängerinMaia Reficco (* 2000)

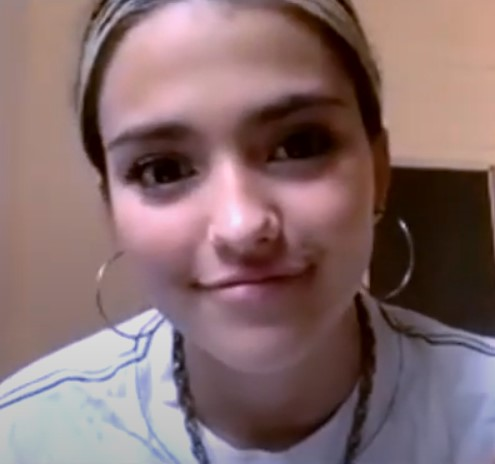
Maia Reficco (* 2000)

- Refik Saydam (1881–1942), osmanischer und türkischer Militärarzt, Politiker und Ministerpräsident der Türkei
- Refinger, Ludwig († 1549), Maler
- Refior, Hans Jürgen (1938–2024), deutscher Orthopäde und Hochschullehrer

### Refl
- Reflectionz (* 1993), deutscher Musikproduzent

### Refn
- Refn, Anders (* 1944), dänischer Filmeditor und Regisseur

### Refo
- Reformat, Anna-Chiara (* 2009), deutsche Beachvolleyballspielerin
- Reformatski, Sergei Nikolajewitsch (1860–1934), russischer Chemiker
- Refoua, John († 2023), US-amerikanischer Filmeditor

### Refs
- Refsdal, Sjur (1935–2009), norwegischer Astrophysiker
- Refseth, Karl Ivar (* 1977), norwegischer Jazzmusiker (Vibraphon und Komposition)
- Refsgård, Åse, dänischen Fußballspielerin
- Refshammer, Kim (1955–2002), dänischer Radrennfahrer
- Refsum, Sigvald (1907–1991), norwegischer Neurologe und Hochschullehrer